# Шубин, Александр Валентинович
Александр Валентинович Шубин (род. 2 июля 1957, Житомир) — российский политический деятель. Депутат Государственной Думы третьего созыва (1999—2003).

## Биография
Окончил Московский инженерно-строительный институт в 1979 году.

### Депутат госдумы
Депутат Государственной Думы III созыва. Член фракции «Союз Правых Сил» (СПС), заместитель председателя Комитета по информационной политике.